# Amore senza fine (singolo)
Amore senza fine è un singolo del cantautore italiano Pino Daniele, pubblicato nel 1998 ed estratto dalla compilation Yes I Know My Way.